# Cyclotaspis inornata
Cyclotaspis inornata är en tvåvingeart som beskrevs av Lindner 1964. Cyclotaspis inornata ingår i släktet Cyclotaspis och familjen vapenflugor. Inga underarter finns listade i Catalogue of Life.